# Cerkev sv. Štefana, Nesebar
Cerkev sv. Štefana (bolgarsko Свети Стефан, latinizirano: Sveti Stefan), znana tudi kot Nova metropolija (Новата митрополия, Novata mitropolija), je nekdanja vzhodna pravoslavna cerkev v Nesebarju v vzhodni Bolgariji, ki je zdaj spremenjena v muzej. Je del arhitekturnega in zgodovinskega rezervata v mestu, ki je del Unescove svetovne dediščine in eno od 100 nacionalnih turističnih znamenitosti. Nova metropolija je bila zgrajena v obdobju XI.–XIII. stoletja. V 16. stoletju so jo razširili proti zahodu, v 18. stoletju pa so prizidali verando. Stavba je sestavljena iz triladijske bazilike z dimenzijami 12,1 x 9,5 m in je služila kot stolna cerkev metropolitanskega središča v provinci Nessebar. Letnik izgradnje cerkve je zapisan v ktitorskem napisu, ki se nahaja nad južnimi vrati ladje – 1599.
Cerkev je bila večkrat obnovljena in povečana in jo je težko natančno datirati. Vzhodni del je najstarejši in verjetno izvira iz 11. stoletja. Nekaj stoletij pozneje so cerkev povečali z dodajanjem nove strukture na zahodu. Med gradnjo so bili ponovno uporabljeni številni arhitekturni elementi – venci, kapiteli, reliefi iz prej uničenih krščanskih stavb. Zahodno obzidje so podrli in zgradili sedanji narteks. Na vzhodni fasadi – nad loki pod vencem so prvič najdene dekorativne zastekljene plošče, značilne za poznejša 13. in 14. stoletje.
Cerkev je bila krita z lesom. Zunanjost je oblikovno bogata. Vzhodna in zahodna fasada sta okronani s pedimenti v obliki trolistnih lokov. Vzhodna fasada je bolj dodelana. Obsega tri visoke apside, od katerih se srednja dviga nad stranskima. Vse tri so okrašene s keramičnimi ploščicami. Barvit učinek dosežejo z mešanim zidanjem iz kamna in opeke, ne da bi se držali ustaljenega vzorca. Dekoracija fasade je razlog, da to cerkev opredelimo kot primer okrasnega arhitekturnega sloga.
Sprva je bila cerkev posvečena Materi božji, mnogo kasneje pa so jo preimenovali v »Svetega Štefana«. Zato so stenske poslikave tematsko povezane z življenjem Matere božje. Notranjost cerkve je bogato okrašena s stotinami stenskih poslikav treh umetnikov, ki prikazujejo prizore iz življenja Device Marije, svetopisemske čudeže in sodni dan. Upodobljenih je preko 1000 figur v 258 kompozicijah. Prizori Kristusovih čudežev so podani v celem nizu po evangeljskih legendah. V cerkvi je ohranjen originalen poslikan ikonostas s konca 16. stoletja ter izrezljan škofovski prestol in prižnica s konca 18. stoletja. Ikonostas je lesen, skromno okrašen s plitko rezbarijo. Bil je trivrstičen, zdaj pa sta ohranjena le dva registra. Apostolski red se odloča tradicionalno za 16. stoletje – na skupni deski. Podobe apostolov, Device in Janeza Krstnika iz osrednjega registra so postavljene pod reliefne loke. Kristus je narisan v dimenzijah ikone. Arhitravi in podstavki ikonostasa so okrašeni v značilnem orientalskem slogu. Škofovski prestol in prižnica  vzbujata zanimanje s plitkim vrezovanjem velikih rastlinskih motivov in z ovalnimi poslikanimi polji, izvedenimi v pozlati in polikromiji.